# 你好，SMAP
《你好，SMAP》是SMAP在中国大陆地区发行的一张“新歌＋精选”专辑，也是SMAP第一次授权海外唱片公司发行专辑。该专辑由中国唱片上海公司以avex CHINA的名义负责出版发行。

## 概要
- 这是SMAP首张海外正式授权出版发行专辑。[1]

- 本专辑收录的歌曲基本与《We are SMAP!》一致，只是在Disc 2上增加了《世界上唯一的花》中文版。

- 本专辑公开发行的版本分通常盘和初回盘，此外在SMAP北京演唱会现场还有会场限定盘A和会场限定盘B发售。

## 收录歌曲

### DISC 1
1. We are SMAP! -Funky Lude-
  - 作詞・作曲：久保田利伸 / 編曲：柿崎洋一郎
2. SWING
  - 作詞：西寺郷太・谷口尚久 / 作曲：谷口尚久・西寺郷太 / 編曲：Rob Mounsey
3. 我的美好人生 （僕の素晴らしい人生）
  - 作詞・作曲・編曲：森大輔
4. 悄悄地 緊緊地
  - 作詞：麻生哲朗 / 作曲：久保田利伸 / 編曲：山本隆一郎
  - 於2009年8月26日發售第44張單曲 《悄悄地 紧紧的/Super Star★（日语：そっと きゅっと/スーパースター★）》的A面曲之一
5. Trust 
  - 作詞・作曲・編曲：小室哲哉
6. FEEL IT
  - 作詞：SONG SOO YUN・HAN JAE HO・KIM SEUNG SOO / 作曲：HAN JAE HO・KIM SEUNG SOO / 編曲：HAN JAE HO・KIM SEUNG SOO・HONG SEUNG
7. 麻煩了GAIA （GAIAにおねがい）
  - 作詞  / 作曲：永井聖一 / 編曲：・永井聖一・真部脩一・西浦謙助
8. 賽牡丹 （ひなげし）
  - 作詞・作曲：萩原和樹 / 編曲：森俊之
9. 短髮 
  - 作詞：麻生哲朗 / 作曲：田中潤 / 編曲：宗像仁志
10. Magic Time
  - 作詞・作曲：山口一郎 / 編曲：富田謙
11. Love & Peace Inside?
  - 作詞・作曲・編曲：槇原敬之
  - 本作曾收錄于第45張單曲《This is love》的SB Version中。
12. We are SMAP! -Bounce Lude-
  - 作詞・作曲：久保田利伸 / 編曲：柿崎洋一郎
13. SMAP的POSITIVE DANCE （SMAPのポジティブダンス）
  - 作詞： / 作曲：石野卓球 / 編曲：CMJK
14. Going Over
  - Words and Composed by RIP SLYME / Sound produced by RIP SLYME / Additional programming and arrangement by Yukihiro Fukutomi
15. Cry for the Smile
  - 作曲：Daniel Powter / 編曲：清水俊也 / 日本語詞：森内優希・zopp
16. We are SMAP!
  - 作詞：太田光 / 作曲・編曲：久石譲

### DISC 2
1. 世界上唯一的花（單曲版本）
  - 作詞、作曲、編曲：槙原敬之 / 中文填词：林明阳
2. Memory 〜June〜
  - 作詞：・JINDOU・宮下浩司 / 作曲：・宮下浩司・宮下昌也 / 編曲：・宮下浩司
  - 中居正廣独唱曲。
3. 給你的兩個 （君のままで…）
  - Music：David Foster・Kara Dioguardi / 編曲：中西亮輔 / 日本語詞：小林光明
  - 木村拓哉独唱曲。
4. 愛與戀愛 （愛や恋や）
  - 作詞・作曲：矢吹香那 / 編曲：長岡成貢
  - 稻垣吾郎独唱曲。
5. 回來了醉漢 （帰って来たヨッパライ）
  - 作詞： / 作曲：加藤和彦 / 編曲：DJパロディ・ギャング
  - 草彅剛独唱曲。
6. No Way Out
  - 作詞・作曲：LOVE PSYCHEDELICO
  - 香取慎吾独唱曲。

## 赠品
- 初回版限定赠品：日本原版海报及中国大陆限定环保手提袋。
- 会场限定盘A：团扇一把。
- 会场限定盘B：环保筷一双。